# Спириденко, Николай Николаевич
Николай Николаевич Спириденко (22 мая 1949, Монино — 3 ноября 1998 года, Москва) — советский кинорежиссёр.

## Биография
Сын Героя Советского Союза Николая Кузьмича Спириденко (1917—1980).
Окончил медицинское училище, работал фельдшером. После просмотра фильма «Мертвый сезон» решил связать свою жизнь с кинематографом.
Поступил сразу на второй курс ВГИКа, ученик С. А. Герасимова, тепло отзывавшегося о своём ученике впоследствии. Окончил ВГИК (1975), дипломный фильм — «Боль других» (короткометражный) был удостоен диплома XI фестиваля студенческих фильмов ВГИКа. Однокурсниками были Алексей Учитель, Карен Шахназаров.
Работал на киностудии «Мосфильм». Сотрудничал со сценаристами Натальей Азимовой, Ириной Тимченко, оператором Всеволодом Симаковым, композитором Борисом Рычковым.
Фильм Спириденко «Граждане Вселенной» получил приз за лучшее исполнение женской роли (Татьяна Божок) на кинофестивале молодых кинематографистов «Мосфильма» (1984). Режиссёр фильма был отмечен дипломом XIV фестиваля молодых кинематографистов за лучшую режиссуру детского фильма на остро занимательную тему (1984).
Награждён грамотой ЦК ВЛКСМ, грамотой Государственного комитета Казахской ССР по кинематографии за большой вклад в дело кинематографа.
Скончался после обширного инфаркта.

Похоронен на Переделкинском кладбище

## Личная жизнь
Жена — Татьяна Вадецкая
Дочь Мостяева Анна Николаевна

## Фильмография

### Режиссёр
- 1975 — Боль других
- 1984 — Граждане Вселенной

### Актёр
- 1979 — Взлёт